# Фельм
Фельм (нім. Felm) — громада в Німеччині, розташована в землі Шлезвіг-Гольштейн. Входить до складу району Рендсбург-Екернферде. Складова частина об'єднання громад Денішер-Вольд.
Площа — 15,33 км2. Населення становить 1185 ос. (станом на 31 грудня 2020).

## Галерея

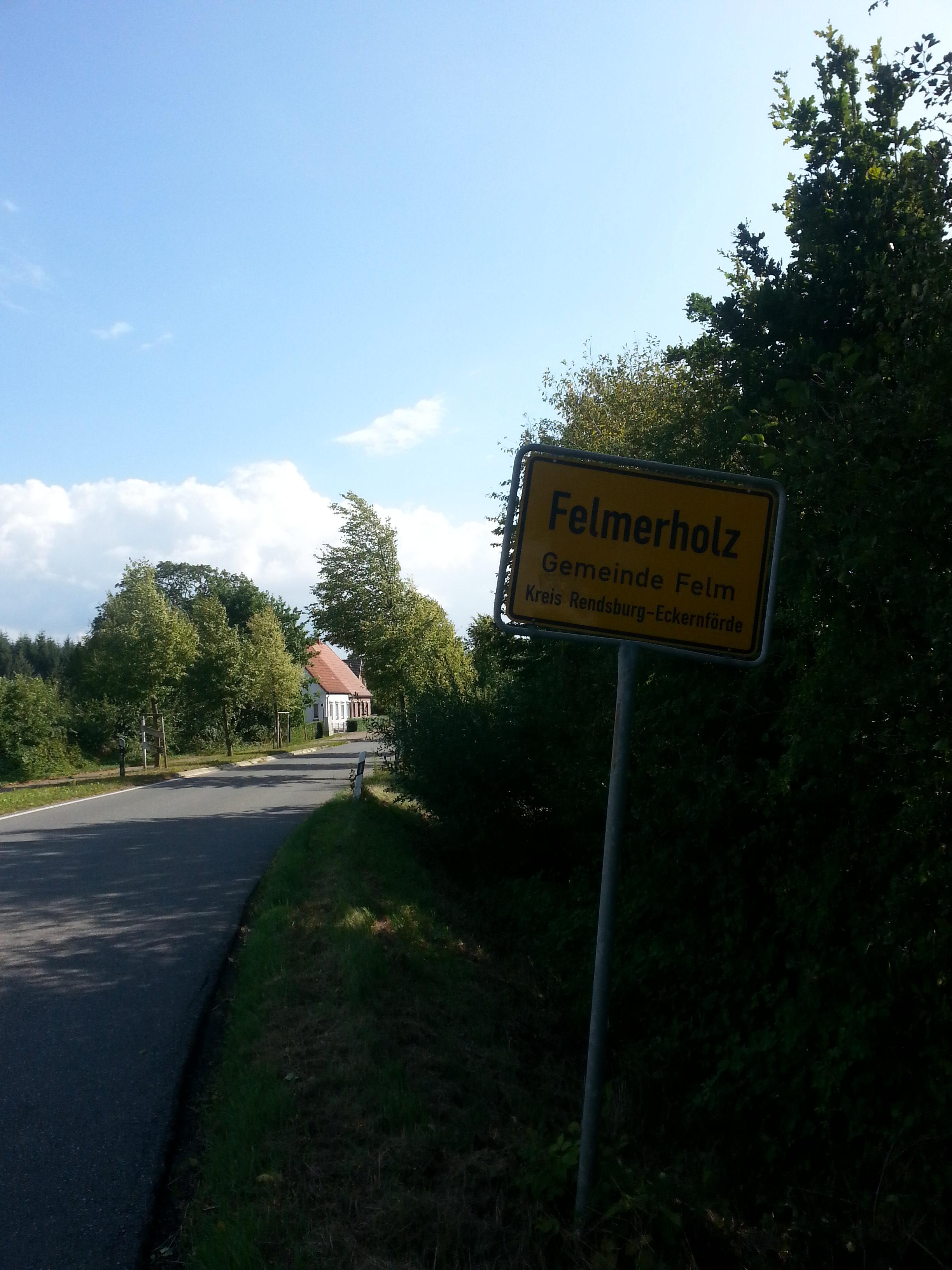
links
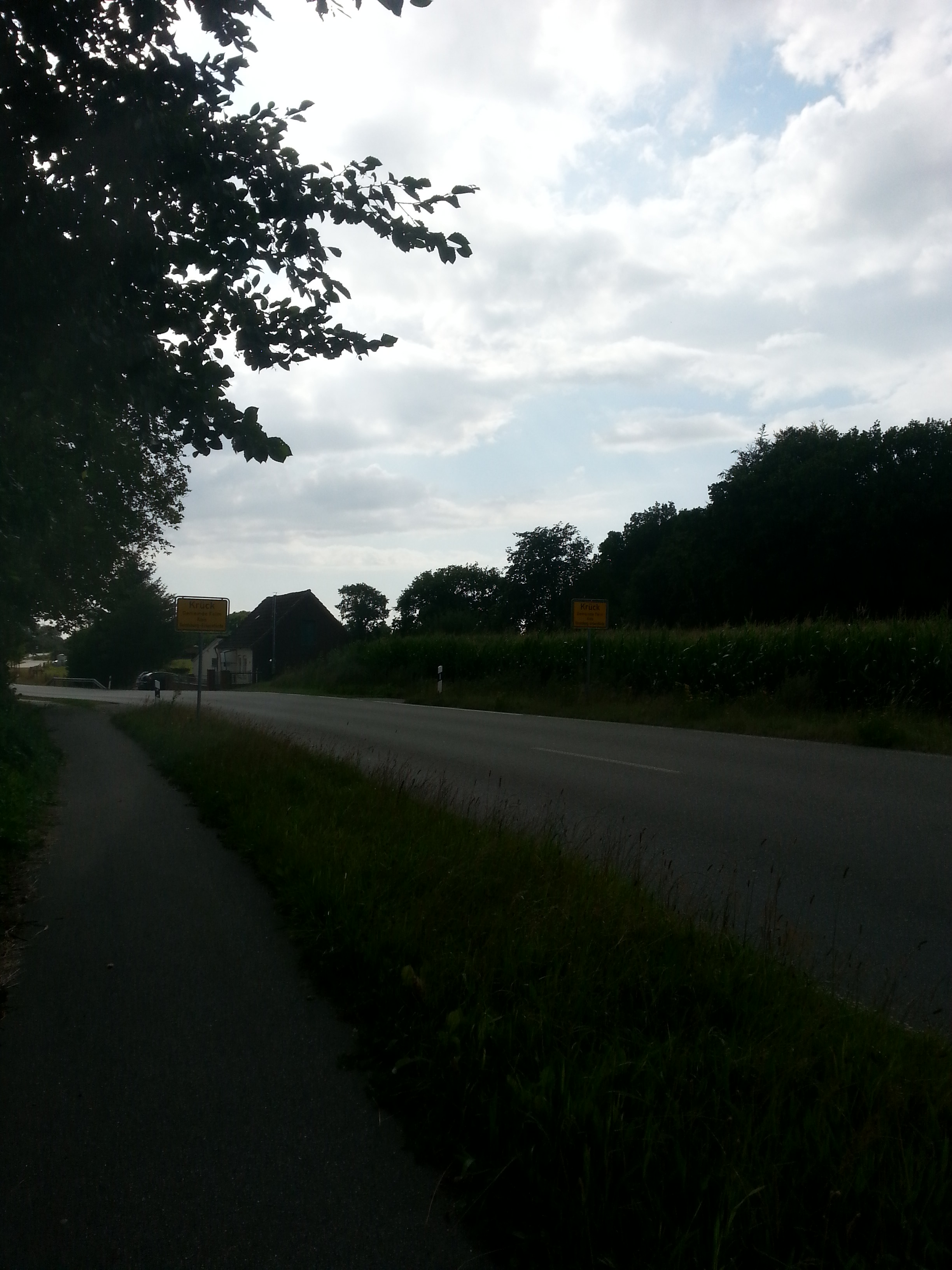
links